# Tereza Patočková
Tereza Patočková (* 2. August 1994 in Prag) ist eine ehemalige tschechische Volleyballspielerin.

## Karriere

### Verein
Patočková begann ihre Karriere bei PVK Olymp Prag. 2013 unterbrach sie im Alter von 18 Jahren ihre Volleyballkarriere und kehrte ein Jahr später beim tschechischen Zweitligisten TJ Sokol Nusle Praha auf das Volleyballfeld zurück. Nach zwei Spielzeiten wechselte sie in die Bundesliga zum VfB Suhl Lotto Thüringen. Sie verbrachte dort insgesamt vier Jahre und erreichte in der Saison 2019/20 im DVV-Pokal das Halbfinale, wo man sich dem Ostrivalen Dresdner SC geschlagen geben musste. Zur nächsten Saison wechselte sie nach Frankreich und schloss sich dort dem Zweitligisten Quimper Volley 29 an. Nach einer Saison verließ sie den Verein wieder, kehrte zum PVK Olymp Prag zurück und beendete nach der Saison 2021/22 ihre Karriere.

### Nationalmannschaft
Nachdem sie bereits in der Jugendnationalmannschaften von Tschechien aktiv gewesen war, wurde sie 2019 vom neuen Nationaltrainer Giannis Athanasopoulos erstmals für die tschechische Nationalmannschaft nominiert und nahm mit dem Team an der European Golden League teil. Im Finale sicherten man sich den Titel gegen Kroatien.

## Familiäres
Tereza Patočková hat mit Vojtěch Patočka einen älteren Bruder, welcher ebenfalls im Volleyball aktiv ist.